# Окулярник сенегальський
Окулярник сенегальський (Zosterops senegalensis) — вид горобцеподібних птахів родини окулярникових (Zosteropidae). Мешкає в Африці на південь від Сахари.

## Опис
Довжина птаха становить 11,5 см, вага 6,8-14,1 г. Птах має жовте забарвлення, у деяких підвидів воно має зеленуватий відтінок. Махові і стернові пера коричневі з жовтувато-оливковими краями. Навколо очей характерні білі кільця, від дзьоба до очей ідуть чорні смуги. Дзьоб чорний. Молоді птахи мають дещо темніше забарвлення.

## Підвиди
Виділяють сім підвидів:
- Z. s. senegalensis Bonaparte, 1850 — від Мавританії і Сенегалу до північно-західної Ефіопії;
- Z. s. jacksoni Neumann, 1899 — західна Кенія і північна Танзанія;
- Z. s. demeryi Büttikofer, 1890 — Сьєра-Леоне, Ліберія і Кот-д'Івуар;
- Z. s. gerhardi Elzen & König, C, 1983 — Південний Судан і північно-західна Уганда;
- Z. s. kasaicus Chapin, 1932 — від центральних районів ДР Конго до північно-східної Анголи;
- Z. s. heinrichi Meise, 1958 — північно-західна Ангола;
- Z. s. quanzae Meyer de Schauensee, 1932 — центральна Ангола.

Смарагдові і лимонні окулярники раніше вважалися конспецифічними з сенегальським окулярником.

## Поширення і екологія
Сенегальські окулярники живуть в рідколіссях, тропічних сухих лісах, акацієвих і чагарникових заростях в савані, на плантаціях, в парках і садах.

## Поведінка
Сенегальські окулярники харчуються переважно комахами, іноді доповнюють свій раціон плодами і нектаром. Шукають здобич на деревах. Іноді приєднуються до змішаних зграй птахів Also takes nectar from flowers..
Сезон розмноження триває з серпня по січень, найчастіше з серпня по вересень. Гніздо невелике, чашоподібне, зроблене з сухої трави і гілочок, розміщується на дереві на висоті до 3,5 м над землею і скріплюється павутинням. В кладці 2-4 яйця. Інкубаційний період триває 11-12 днів. І самець, і самиця насиджуть яйця і піклуються про пташенят. Пташенята покидають гніздо через два тижні.
Сенегальські окулярники часто стають жертвами гніздового паразитизму з боку сіроголових ковтачів.